# Igreja do Rosário de Barbalha
A Igreja Nossa Senhora do Rosário, mais conhecida como Igreja do Rosário, é uma igreja católica localizado no Centro Histórico da cidade de Barbalha, estado do Ceará.
De arquitetura singular, é tida como uma das mais belas do interior do estado por seus traços simples e, ao mesmo tempo, peculiares.

## História
A ideia da construção de uma nova Igreja em Barbalha surgiu entre os escravos negros, confrades da Irmandade de Nossa Senhora do Rosário, na primeira metade do século XIX.
Em 1860 conseguiram, com dificuldade financeira, cavar os alicerces da obra que acabaram soterrados pelas rigorosas chuvas que acometiam o Cariri naquele ano.

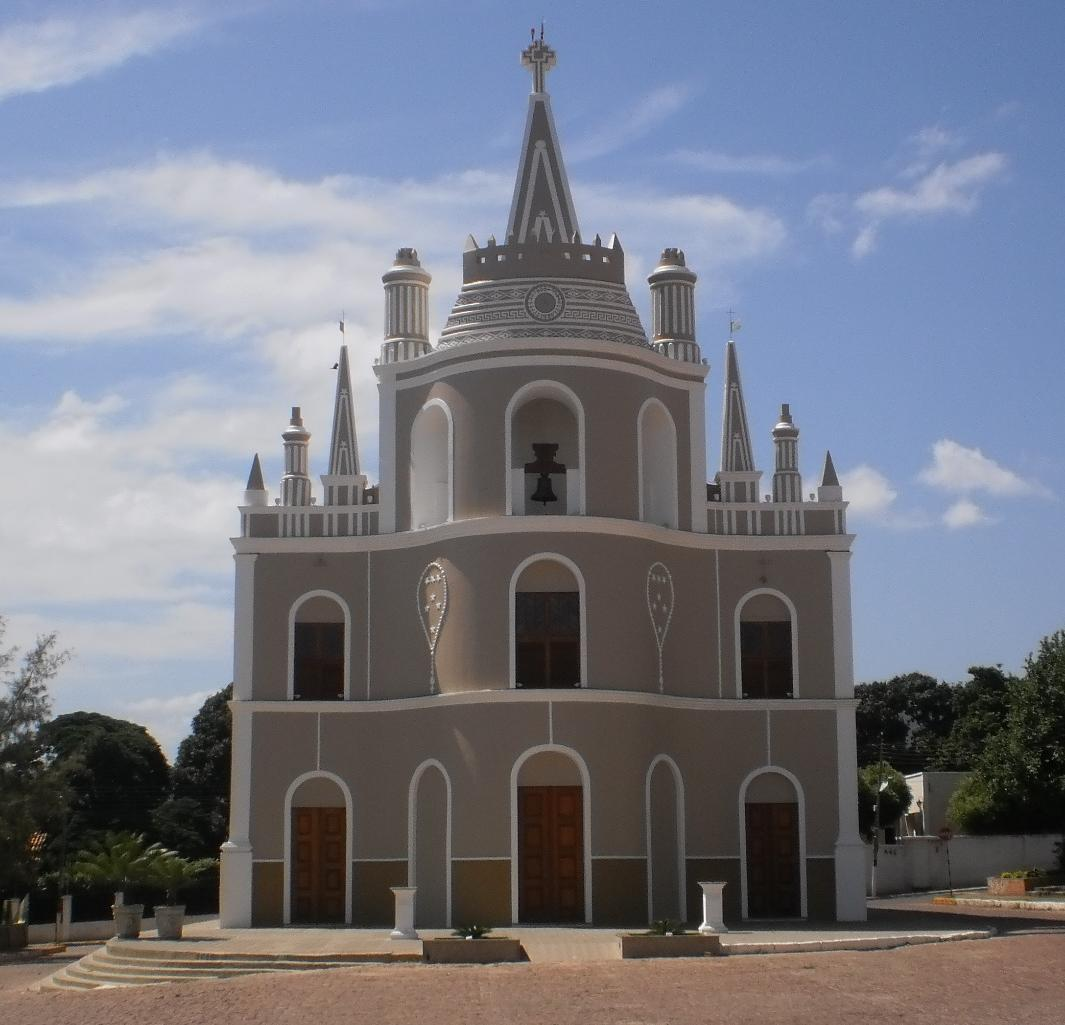
Igreja do Rosário fachada

No ano de 1892 o padre Manoel Cândido dos Santos, então vigário de Barbalha, resolve abraçar a causa da Irmandade de Nossa Senhora do Rosário e tomar a frente das obras da nova igreja. A benção da pedra angular foi dada ainda no mesmo ano.
Em 1906, já com as paredes levantadas, a obra sofre novo prejuízo devido ação das chuvas, desabando as colunas centrais.
Retomada no ano seguinte a obra, bastante adiantada, encontrava-se com todo o corpo da igreja coberto e rebocado do lado sul.
Ainda em 1907, deixa a paróquia o padre Manoel Cândido sofrendo a obra nova paralisação.
Por iniciativa dos senhores Antônio Correia Sampaio Filgueiras (Totonho Filgueiras) e José de Sá Barreto Sampaio (Zuca Sampaio), que observado a dificuldade na conclusão dos trabalhos, formou-se uma frente de trabalho com o intuito de angariar fundos e coordenar as obras da tão esperada Igreja do Rosário.
Mesmo com todos os esforços dos bravos enfrentadores e com toda a ajuda possível por parte das famílias barbalhenses, a obra sofre nova paralisação no ano de 1914 por conta de saques e enfrentamentos sofridos por Barbalha devido ao movimento político da Sedição de Juazeiro, que obrigou muitas destas famílias a refugirem-se em fazendas e cidades do vizinho estado de Pernambuco.
Em 1918, com a volta da família de Zuca Sampaio, as obras são novamente retomadas para serem finalizadas no ano de 1921.

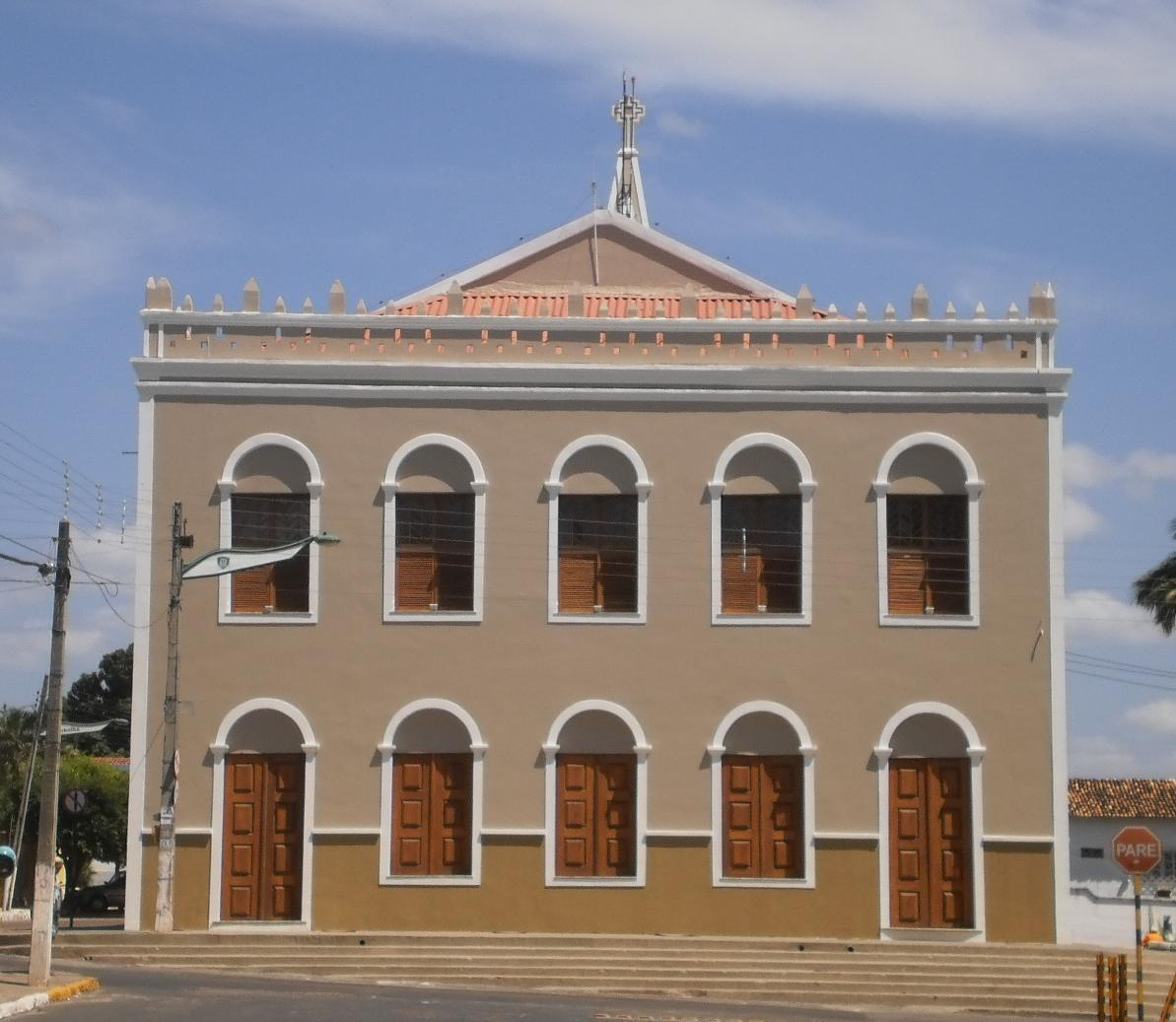
Igreja do Rosário-Fachada sul

Em 02 de Fevereiro de 1921 foi celebrada por Dom Quintino Rodrigues de Oliveira e Silva, primeiro Bispo do Crato, a missa de inauguração da Igreja de Nossa Senhora do Rosário. Vários padres de paróquias vizinhas participaram das festividades, que duraram três dias, juntamente com a população barbalhense.
O altar-mor, entalhado à mão em madeira, é obra do mestre artesão Manoel Roque.
A imagem de Nossa Senhora do Rosário presente no altar, doada pela senhora Cosma Porcina de Sá Barreto Sampaio, foi trazida da França.
A igreja permaneceu por vários anos sob os cuidados da família Sampaio que entregou-a à Paróquia de Santo Antônio.
Após várias reformas para a conservação do templo, o conselho da paróquia inicia no ano de 2011 uma restauração completa de toda a estrutura artístico-arquitetônica da igreja.
A igreja foi reaberta em janeiro e reinaugurada em 02 de Fevereiro de 2012, data que marca os 91 anos de sua inauguração.